# Barbara Łazarczyk
Barbara Łazarczyk (ur. 14 sierpnia 1976 w Tarnowie, zm. 29 marca 2025) – polska lekkoatletka, płotkarka, specjalizująca się w biegu na 400 metrów przez płotki, medalistka mistrzostw Polski.

## Kariera sportowa
Była zawodniczką Unii Tarnów i AZS-AWF Katowice.
Na mistrzostwach Polski seniorek na otwartym stadionie wywalczyła dwa brązowe medale, w sztafecie 4 x 400 metrów oraz w biegu na 400 metrów ppł – oba w 1996. 
Rekord życiowy na 400 m ppł: 59,49 (1996).